# 17156 Kennethseitz
17156 Kennethseitz (tên chỉ định: 1999 KS3) là một tiểu hành tinh nằm ở rìa ngoài của vành đai chính. Nó được phát hiện bởi dự án Spacewatch ở Đài thiên văn Quốc gia Kitt Peak ở Arizona ngày 19 tháng 5 năm 1999. Nó được đặt theo tên Kenneth Seitz.